# 小行星1048
小行星1048（1048 Feodosia）是一颗绕太阳运转的小行星，为主小行星带小行星。该小行星于1924年11月29日发现。
該小行星以克里米亞的城市費奧多西亞命名。

## 轨道参数
小行星1048的轨道半长轴为2.7324089 AU，离心率为0.18。